# Cubo de Tychonoff
Em matemática, mas especificamente em topologia, o cubo de Tychonoff é a generalização do cubo unitário {\displaystyle [0,1]^{n},n\in \omega }. A nomeação é devida a Andrey Tychonoff, por seu pioneirismo em considerar  produtos arbitrários de espaços topológicos.

## Definição
Denotamos por {\displaystyle I} o intervalo {\displaystyle [0,1]} da reta real. Dado um cardinal {\displaystyle \kappa \geq \omega }, definimos por cubo de Tychonoff de peso {\displaystyle \kappa } o espaço {\displaystyle I^{\kappa },}, com a topologia produto, onde {\displaystyle I^{\kappa }} é o produto {\displaystyle \Pi _{s\in S}I_{s}}, tal que  {\displaystyle |S|=\kappa } e {\displaystyle I_{s}=I}, para todo {\displaystyle s\in S}. Em especial, {\displaystyle I^{\omega }} é chamado de cubo de Hilbert.

## Propriedades
- Pelo  teorema de Tychonoff, o cubo de Tychonoff é compacto.

- Dado um número cardinal {\displaystyle \lambda \geq \kappa }, o espaço {\displaystyle I^{\lambda }} é mergulhável em {\displaystyle I^{\kappa }}.

- Para qualquer {\displaystyle x\in I^{\kappa }}, temos que o  caráter de tal ponto é {\displaystyle \kappa }.

- O cubo de Tychonoff {\displaystyle I^{\kappa },} é um  espaço universal para todos os espaços de Tychonoff de  peso {\displaystyle \kappa \geq \omega }.

- O cubo de Tychonoff {\displaystyle I^{\kappa },} é um  espaço universal para todos os espaços compactos de  peso {\displaystyle \kappa \geq \omega }.